# Ivan Olsen
|  | Ivan Olsen er også navnet på hovedpersonen i Ole Lund Kirkegaards børnebog Gummi-Tarzan. |
Ivan Brink Olsen (født 14. juli 1938 i Østerby på Fejø, ukendt dødsår) var en dansk politiker, der var amtsborgmester i Storstrøms Amt fra 1998 til 2004, valgt for Socialdemokratiet.
Han var søn af en malermester og kom selv i lære som maler. I 1957 blev han malersvend, og tog herefter et års mesterlære på Odense Teknikum. Fra 1959 til 1961 var han malersvend på Fejø og fra 1968 malermester samme sted. På øen drev han også landbrug og frugtplantage, ligesom han ledede en ungdomsklub og arbejdede som pædagogmedhjælper frem til 1972. Herefter blev han ungdomsskoleinspektør i Ravnsborg Kommune og i 1988 erhvervschef samt forvaltningsleder samme sted.
Politisk debuterede han som medlem af Ravnsborg Byråd i 1978 og sad her frem til 1981. Han var formand for skatteankenævnet 1981 til 1993. I 1991 blev han medlem af Storstrøms Amtsråd og blev i 1998 amtsborgmester. Han bestred posten frem til 2004, hvor han gik på pension.